# 克鲁瓦讷河
克鲁瓦讷河（法語：Croisne，法語發音：[kʁwan]）是法国中央-盧瓦爾河谷大區卢瓦-谢尔省的河流，是索尔德河的右支流，长16.4千米。